# Телестудія
Телевізійна студія — це система створення телевізійної програми, місце, де відбувається запис телепередачі або вихід в прямий ефір. По суті телестудія — це складно влаштований комплекс приміщень, програмно-апаратних засобів для проведення відео-, аудіозапису, за допомогою яких створюється телевізійна програма, а також трансляція телевізійної програми (в запису або в прямому ефірі).

## Виробнича диспетчерська
Виробнича апаратна — це місце в телевізійній студії, в якому відбувається монтаж програми, що виходить в ефір. Виробничу диспетчерську іноді також називають студійною диспетчерською (SCR) або «галереєю» — остання назва походить від оригінального розміщення режисера на витіювато вирізьбленому містку, що перетинає першу студію BBC в Олександрівському палаці, яку колись називали схожою на галерею для менестрелів.
Переважна більшість пристроїв у РСР — це інтерфейси для обладнання, встановленого в стійках і розташованого в центральній апаратній (ЦАР).